# Бернард, Ян Игнатьевич
Ян Игнатьевич Бернард (25 мая 1937, Варшава — 3 июня 2018, Ставрополь) — российский поэт и прозаик, лауреат литературных премий.

## Биография
Когда началась Вторая мировая война, и немцы вошли в польскую столицу, под бомбёжками пропала его мать. Отец, подпольщик-коммунист, нашёл пристанище в Советском Союзе и в 1942 году в составе строительного батальона участвовал в Сталинградской битве. Его мальчики — Яцек и Стасик, стали сынами полка. Ставрополье стало второй родиной поэта.
Через много лет он встретился в Париже с матерью, по которой тосковал всю жизнь.
Учился он в средней школе города Минеральные Воды, затем поступил на заочное отделение исторического факультета Ставропольского государственного педагогического института.
Награждён знаками «Сын полка» — московским и ставропольским, является кавалером золотого Почётного знака общества польско-советской дружбы, лауреатом премии комсомола Ставрополья и краевого комитета защиты мира. Награждён медалью «За заслуги перед Ставропольским краем».
Издал книги: «Прощание с детством», «Дети войны», «Ранняя седина», «Душа человеческая» «Дети батальона», «Польские силуэты», «Русский Париж», «Межзвёздная арка», «Вершины Пятигорья», «Да святится имя твоё», «Детство Иисуса Христа», «Юность Иисуса Христа», «Прощание с Булонским лесом», «Минное поле детства», «Легенды о Лермонтове».
Член Союза писателей России с 1992 года.